# Zapora Norris

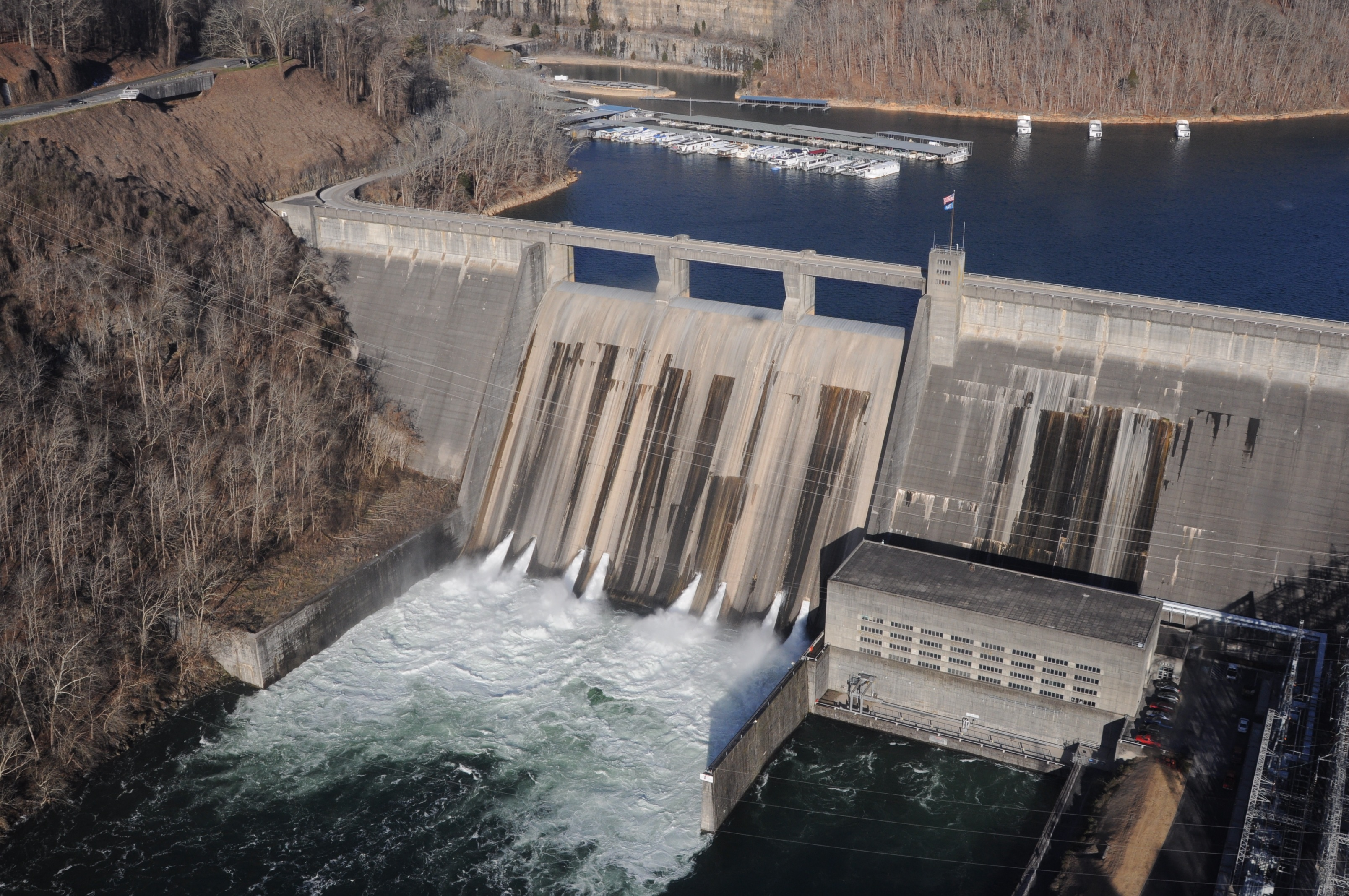
Zapora Norris

Zapora Norris – zapora i elektrownia wodna na rzece Clinch (dopływ rzeki Tennessee), zlokalizowana w północnej części stanu Tennessee w Stanach Zjednoczonych. Budowa zapory doprowadziła do powstania sztucznego zbiornika wodnego Norris, pełniącego obecnie istotną funkcję turystyczną.

## Położenie
Zapora Norris znajduje się 127 km powyżej ujścia Clinch do Tennessee. Wzniesiona została w wyraźnym zwężeniu doliny, bezpośrednio poniżej miejsca, w którym do Clinch River wpadała od północnego zachodu, jako prawobrzeżny dopływ, rzeka Cove Creek (obecnie uchodzi do zbiornika zaporowego). Zapora znajduje się w hrabstwach Anderson i Campbell w stanie Tennessee.

## Historia
Wstępne plany lokalizacji i budowy zapory sięgają 1911 roku. Konstrukcję obiektu zrealizowano w latach 1933–1936 kosztem 36 milionów ówczesnych dolarów. Budowa zapory była pierwszym dużym projektem, podjętym przez utworzone w 1933 r. federalne przedsiębiorstwo Tennessee Valley Authority (pol. Zarząd Doliny Tennessee), a realizowanym w celu przyspieszenia rozwoju gospodarczego tego zacofanego wówczas regionu oraz opanowania powodzi, które od dawna nękały dolinę Tennessee.

## Parametry techniczne
Zapora Norris jest prostą zaporą betonową typu ciężkiego. Całkowita długość obiektu w koronie wynosi 570 metrów, a jego wysokość 81 metrów. W ramach zapory funkcjonuje elektrownia wodna, wyposażona w dwie turbiny Francisa o mocy 65,7 MW każda. Koroną zapory biegnie droga jezdna – fragment U.S. Route 441.
Konsekwencją powstania zapory (zwłaszcza zbiornika zaporowego) stało się przesiedlenie z miejsca dotychczasowego zamieszkania około 14250 osób.

## Nazwa
Nazwą zapory została nadana na cześć George'a Norrisa (1861–1944), senatora ze stanu Nebraska, propagatora zagospodarowania doliny rzeki Tennessee, znanego zwolennika udziału państwa w produkcji energii elektrycznej, a zwłaszcza Tennessee Valley Authority.